# Jonas Karlssons olympiska berättelser
Jonas Karlssons olympiska berättelser är en dokumentärserie som skapades av TV-producenten Tomas Axelsson för Kanal5 och Discovery Plus. Seriens första åtta episoder producerades inför de olympiska vinterspelen i Pyeongchang 2018. 
Inför OS i Tokyo 2020 producerades ytterligare åtta program, med Jonas Karlsson som ensam producent. Eftersom spelen sköts upp ett år på grund av covid-19 och den rådande pandemin, släpptes tre av programmen under de veckor spelen från början var tänkta att genomföras. Programmen sändes i samband med OS i Tokyo linjärt i Kanal 5. Jan Hansson skrev i en krönika i Idrottens Affärer att avsnitten är "så episkt gjorda" att Jonas Karlsson "förtjänar ett eget OS-guld", och Johan Croneman skrev i Dagens Nyheter att serien "är mycket bra".